# Maisbach (Gauangelbach)
Der Maisbach ist ein nicht ganz 3 km langer Bach im Rhein-Neckar-Kreis im nordwestlichen Baden-Württemberg, der kurz vor dem Dorf Baiertal der Stadt Wiesloch von rechts und Nordwesten in den mittleren Gauangelbach mündet.

## Name
Das Dorf Maisbach wurde im Hochmittelalter als Musebach bezeichnet. Entsprechend geht das Bestimmungswort auf althochdeutsch mūs ‚Maus‘ zurück.

## Geographie

### Verlauf

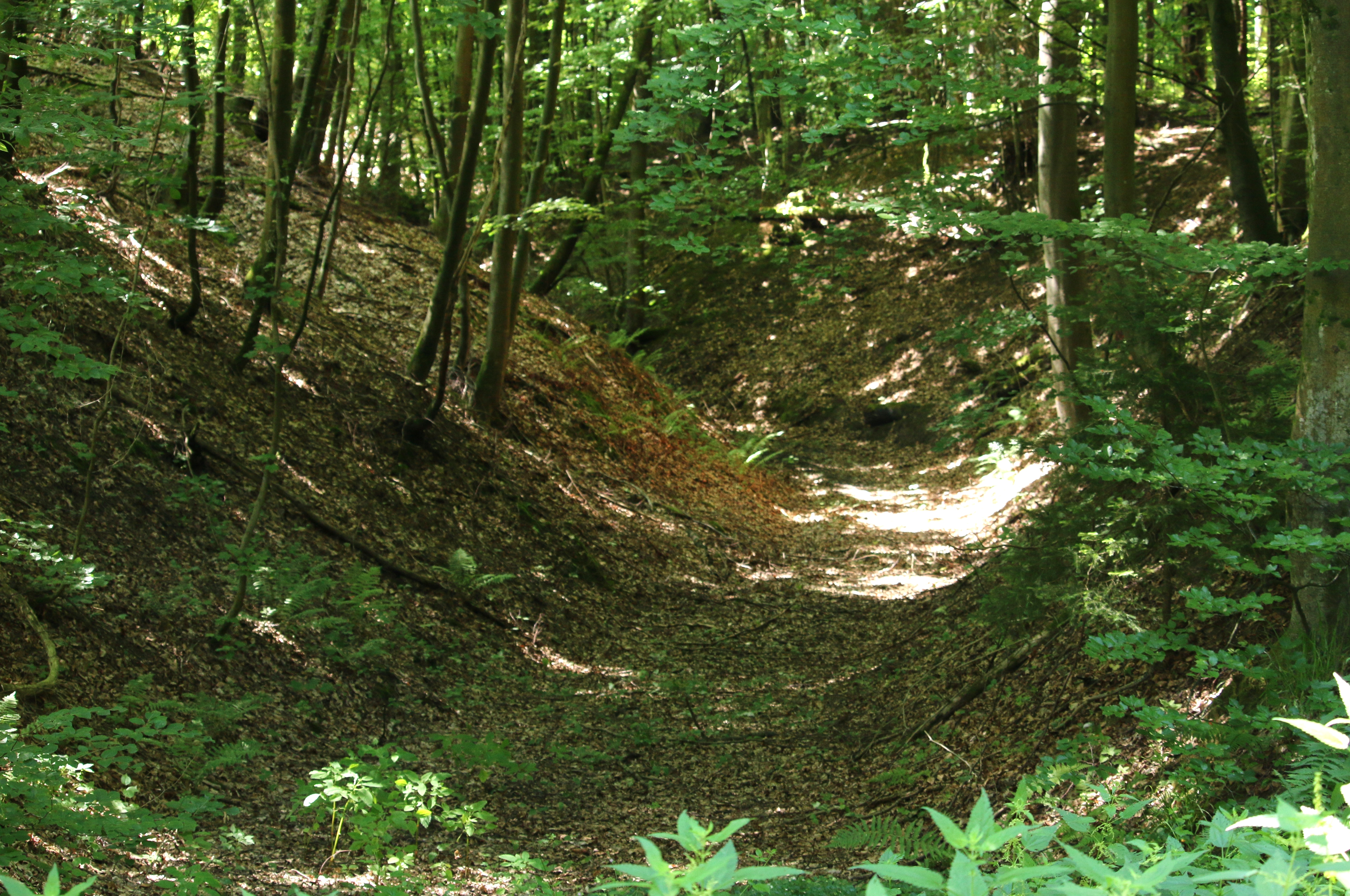
Die Leimerklinge am Amerikanerweg im Wald nördlich vom Maisbach ist eine der längeren Trockentalklingen im oberen Einzugsgebiet (Aufnahme 2019).

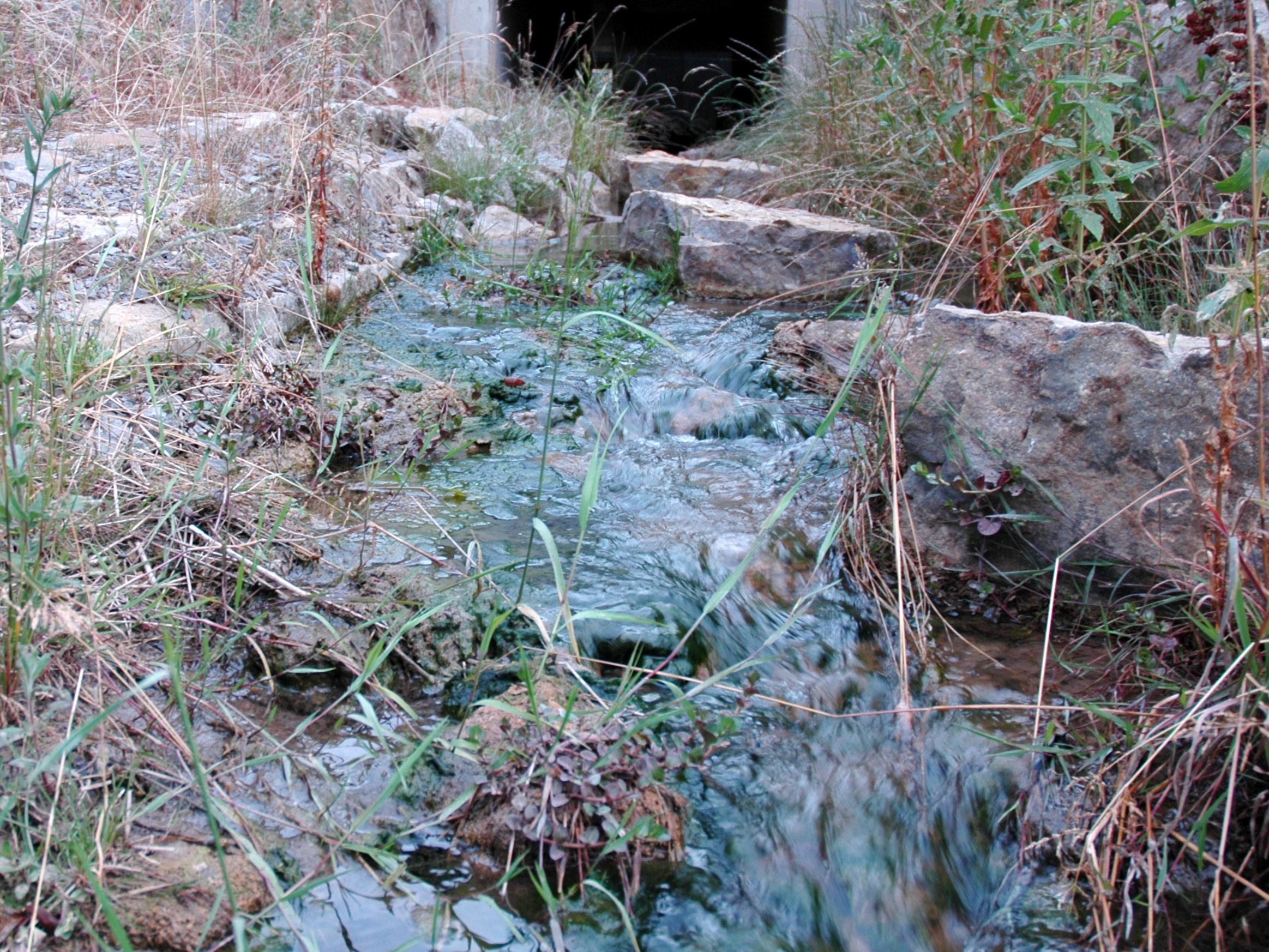
Der Maisbach nach Unterqueren der L 547 kurz vor der Mündung

Der Maisbach entsteht gewöhnlich an zwei Quellen etwa 300 Meter nordwestlich der Ortsmitte des Nußlocher Weilers Maisbach kurz vor dem Rand des Waldes, an dem ein System von allermeist trockenen Oberlaufklingen konvergiert, deren längsten Stränge zwischen einem und anderthalb Kilometer lang sind.
Der auf etwa 205 m ü. NHN beginnende Bachlauf fließt fast bis zuletzt in etwa südöstlicher Richtung, zunächst in einem in geraden Stücken gezogenen Graben. Nach dessen Durchquerung beginnt an der unteren Ortsgrenze von Maisbach eine Begleitgalerie am Ufer. Knapp 200 Meter nach dem Ort passiert er den nahe am rechten Ufer stehenden Lindenhof. Ebenso viel weiter läuft er an einem Röhrichtfeld entlang. Noch etwas weiter fließt zuletzt von Norden her aus einer Seitentalmulde der über einen Kilometer lange Daisbach zu, der nur unbeständig Wasser führt.
Ab dort fließt der Maisbach recht naturnah und kurzperiodisch geschlängelt nun im Gebiet der Stadt Wiesloch. Die Begleitgalerie ist nun stellenweise etwas breiter. Etwa 700 Meter nach der ersten Zmündung fließt von rechts der ebenfalls über einen Kilometer lange Bach vom Gewann Bohleneck her zu, der zuletzt einen Teil des Steinbruchs Nußloch durchquert hat und dort nicht offen fließt, auch er mit nur unbeständigem Durchfluss.
400 Meter weiter läuft der Bach erst an der éhemaligen Pumpstation Maisbachtal am linken Talrand und dann am links am Ufer liegenden Maisbachhof vorbei. Wenig abwärts knicken Tal und Bach nahe einem Schützenhaus nach Südwesten ab. Bald darauf durchläuft er den Rückstaubereich des Rückhaltebeckens Maisbach, das gewöhnlich trocken liegt, aber bei Hochwasser bis zu 38.000 m³ Wasser zurückhalten kann. Unmittelbar unter dem Erddamm quert die L 547 Schatthausen–Baiertal den Bachlauf an seinem Übertritt aufs Gelände eines Golfplatzes und in die rechte Aue des Gauangelbachs, der dort am anderen Fuß seines Tales entlangzieht. Etwa 150 Meter weiter im Süden fließt der Maisbach auf 161,2 m ü. NHN von rechts in diesen ein.
Der Maisbach mündet nach 2,8 km langem Lauf mit mittlerem Sohlgefälle von 16 ‰ etwa 44 Höhenmeter unterhalb seiner Quellen am Waldrand.

### Einzugsgebiet
Der Maisbach hat ein 4,9 km² großes Einzugsgebiet, das am Osthang des südwärts abfallenden Königstuhlmassives liegt. Es hat etwa die Gestalt eines langgezogenen Dreiecks mit der längsten Seite im Nordosten, der kürzesten im Westen und der dritten im Südsüdwesten.
Naturräumlich gliedert es sich in zwei ganz verschiedene Teile. Knapp die Hälfte seiner Fläche im Westen gehört zum Westlichen Kleinen Odenwald im Unterraum Kleiner Odenwald des Buntsandstein-Odenwald und ist mit Wald bestanden, in dem die Buche der vorherrschende Baum ist. Es gibt darin keine dauerhafte Gewässer, jedoch ein ausgedehntes dendritisches System von Trockentalklingen, die allenfalls nach starken Regenfällen Wasser führen. Die etwas größere östliche Hälfte dagegen gehört zum Angelbachgäu im Unterraum Lein-Elsenz-Hügelland des Kraichgaus und ist eine offene, durch einige Heckenzüge an den Talhängen gegliederte  Hügellandschaft, in der die Wiesen etwas gegenüber den Äckern überwiegen. Der höchste Punkt auf etwa 325 m ü. NHN liegt an der Nordspitze auf einer Waldkuppe im Dornschlag.
Der bis auf den Oberlauf des Daisbachs gewässerlose Nord- und Nordostrand liegt im Stadtgebiet von Leimen, der große südwestliche Teil um den Weiler Maisbach und den ihm nahen Lindenhof im Gemeindegebiet von Nußloch, der kleinste südöstliche im Stadtgebiet von Wiesloch, dort liegen nahe beieinander die beiden einzigen weiteren Siedlungsplätze Pumpstation Maisbachtal und Maisbacherhof nahe beieinander und ebenfalls dicht am Maisbachlauf.
Reihum grenzen die Einzugsgebiete der folgenden Nachbargewässer an:
- Im Nordosten und Osten fließt der Ochsenbach wenig weiter aufwärts zum Gauangelbach, einem Zufluss des Leimbachs;
- im Westen liegt jenseits des längsten Teils dieses Wasserscheidenabschnitts Einzugsgebiet des Nußlocher Landgrabens, der weiter abwärts ebenfalls den Leimbach speist.

### Zuflüsse und Rückhaltebecken
Liste der Zuflüsse und  Hochwasserrückhaltebecken von der Quelle zur Mündung. Gewässerlänge, Einzugsgebiet und Höhe nach den entsprechenden Layern auf der Onlinekarte der LUBW. Andere Quellen für die Angaben sind vermerkt.
Ursprung des Maisbachs auf etwa 205 m ü. NHN ca. 0,3 km nordwestlich der Ortsmitte von Nußloch-Maisbach weniger als 100 Meter vor dem Waldrand.

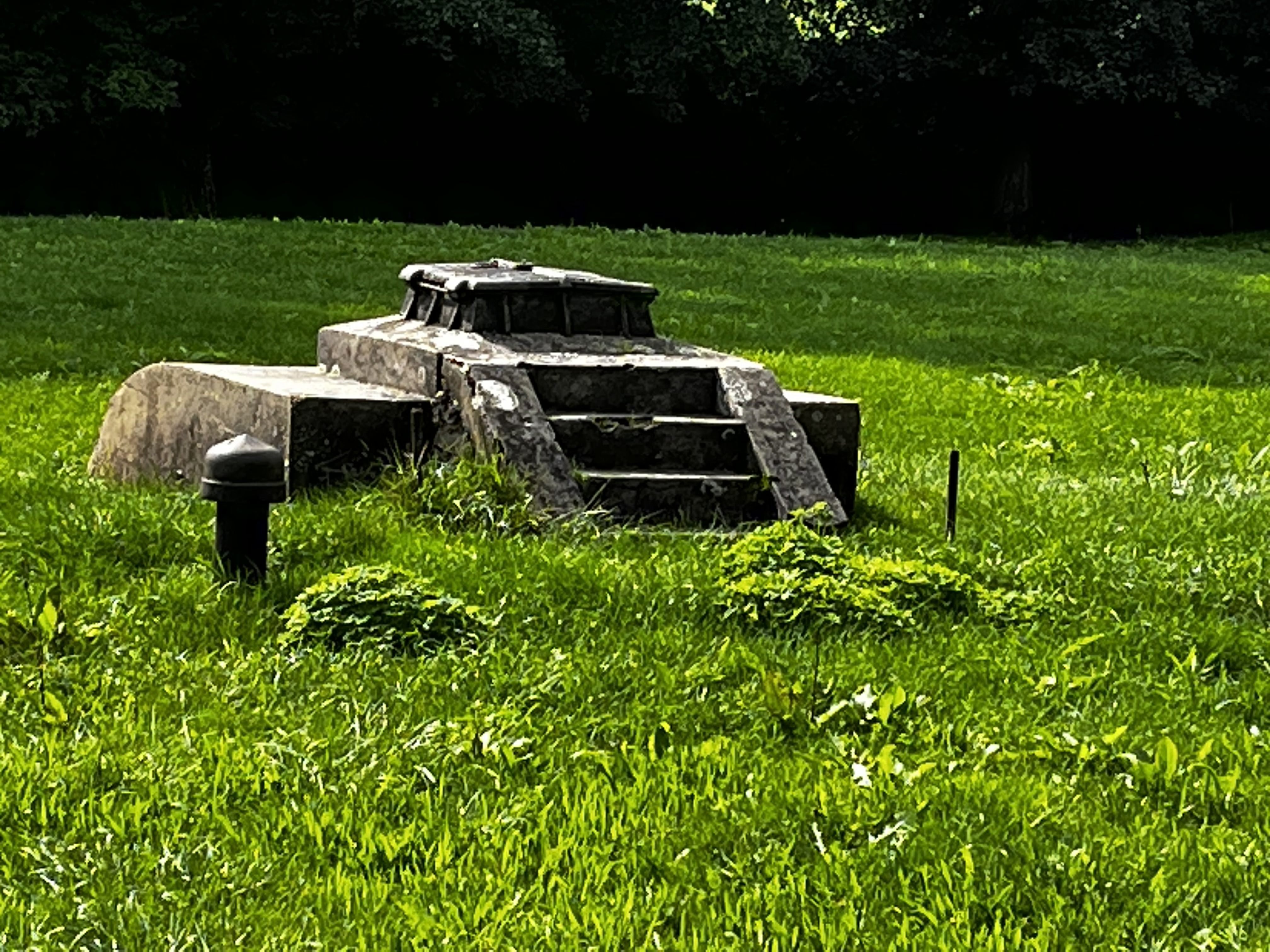
Tiefbrunnen in der Maisbacher Talaue

Oberhalb der Quelle des Maisbachs liegt im Wald ein verzweigtes System gewöhnlich wasserloser Lössklingen, deren Talzüge etwa am Waldrand endgültig zusammenlaufen. Die zwei Haupttalzüge sind
- die der aus dem Nordnordwesten kommenden Leimer Klinge mit einer Länge von etwa 1,4 km[LUBW 7]; der Amerikanerweg steigt aus einer westlichen Nebenklinge in sie ab und läuft dann in ihr weiter bis zum Waldrand;
- die der aus dem Nordwesten kommenden, erst Dreckhohle, dann Großes Teich genannte Klinge mit einer Länge von etwa 1,2 km.[LUBW 7]

- Daisbach, von links und Nordnordwesten auf etwa 185 m ü. NHN 0,3 km südöstlich-unterhalb von Nußloch-Lindenhof, 1,2 km und ca. 1,3 km². Entsteht auf etwa 215 m ü. NHN am Gewann Maisbach neben der K 4157 Leimen-Ochsenbach–Maisbach.
- (Bach vom Bohleneck), von rechts und Westnordwesten auf etwa 174 m ü. NHN 0,4 km nordwestlich-oberhalb von Wiesloch-Maisbachhof, 1,3 km und ca. 0,5 km². Entsteht auf etwa 243 m ü. NHN im Gewann Bohleneck nahe der K 4157 Maisbach–Nußloch.
- Durchfließt auf unter 165 m ü. NHN das Hochwasserrückhaltebecken Maisbach der Stadt Wiesloch unterhalb des Maisbachhofs. Das 2012 erbaute, gewöhnlich trockenliegende Becken hinter einem 5,9 m hohen Erddamm unmittelbar neben der L 547 von Wiesloch-Schatthausen nach Wiesloch–Baiertal kann im Hochwasserfall bis zu 38.000 m³ Wasser zurückhalten. Der Ablass ist gesteuert.[LUBW 8]

Mündung des Maisbachs von rechts und zuletzt Norden auf 161,2 m ü. NHN in den mittleren Gauangelbach auf dem Golfplatz zwischen Schatthausen und Baiertal. Der Maisbach ist ab seiner Quelle am Waldrand 2,8 km lang, sein Einzugsgebiet 4,9 km² groß.

## Geologie
Das Einzugsgebiet des Maisbachs ist weitgehend von Lösssediment aus quartärer Ablagerung bedeckt. Der Vergleich mit entsprechenden Höhenlagen außerhalb des Einzugsgebietes lässt vermuten, dass im oberen Einzugsgebiet unter dem Lösssediment zumindest teilweise Oberer Buntsandstein ansteht.
Fenster auf triassische Schichten ziehen sich schmal den Flanken der Talmulde entlang, vom Ort Maisbach bis etwa einen Viertelkilometer nach dem Daisbach-Zufluss an der rechten Talseite und dann wieder vom Zufluss des Bachs vom Bohleneck einen halben Kilometer lang bis kurz nach dem Maisbachhof an der linken ist es Unterer Muschelkalk, danach vom Talknick kurz nach dem Maisbacherhof bis zum Talende auf derselben Seite Oberer Muschelkalk.
Der Schichtsprung und wohl auch der Talknick an der letzten Stelle erklärt sich durch eine südwestwärts das unterste Einzugsgebiet querende Störungslinie mit der Hochscholle auf der Seite des oberen Bachlaufs. Vermutet wird weiterhin eine dazu parallele Störungslinie, die das oberste Einzugsgebiet durchquert.
In die Talmulden ist Schwemmland eingelagert, im Falle des Maisbachs handelt es sich ab den gewöhnlichen Quellen am Waldrand bei Maisbach um Auenlehm, im Falle des Daisbachs setzt dieser etwas abwärts des Ursprungs ein.
Muschelkalk wird im Steinbruch Nußloch, der sich ostwärts ins unteren Einzugsgebiet um den Unterlauf des Bachs vom Bohleck ausgebreitet hat, zur Zementherstellung abgebaut.

## Schutzgebiete
Nordwestlich des Weilers Maisbach liegt ein nur etwa 7 ha großes Wasserschutzgebiet um die Maisbachquellen. Fast das ganze übrige offene Einzugsgebiet liegt in einem Wasserschutzgebiet, das noch weit über es ausgreift. Aus einem Tiefbrunnen in der Untertalaue bei der vormaligen Pumpstation Maisbachtal der Psychiatrischen Klinik bezieht heute die Stadt Wiesloch Trinkwasser.
Der größere nordwestliche Teil des Einzugsgebietes gehört zum Naturpark Neckartal-Odenwald, fast das gesamte zum Landschaftsschutzgebiet Bergstraße-Süd.

### LUBW
Amtliche Online-Gewässerkarte mit passendem Ausschnitt und den hier benutzten Layern: Lauf und Einzugsgebiet des Ochsenbachs und des Maisbachs

Allgemeiner Einstieg ohne Voreinstellungen und Layer: Daten- und Kartendienst der Landesanstalt für Umwelt Baden-Württemberg (LUBW) (Hinweise)
1. 1 2 3  Höhe nach dem Höhenlinienbild auf dem Hintergrundlayer Topographische Karte.
2. 1 2  Höhe nach grauer Beschriftung auf dem Hintergrundlayer Topographische Karte.
3. 1 2  Länge nach dem Layer Gewässernetz (AWGN).
4. 1 2  Einzugsgebiet nach dem Layer Basiseinzugsgebiet (AWGN).
5. ↑  Natur teilweise nach dem Layer Geschützte Biotope.
6. ↑  Einzugsgebiet abgemessen auf dem Hintergrundlayer Topographische Karte.
7. 1 2  Länge abgemessen auf dem Hintergrundlayer Topographische Karte.
8. ↑  Daten des Hochwasserrückhaltebeckens nach dem Layer Stauanlage.
9. ↑  Schutzgebiete nach den einschlägigen Layern, Natur teilweise nach dem Layer Geschützte Biotope.

### Andere Belege
1. ↑  Albrecht Greule: Deutsches Gewässernamenbuch. Walter de Gruyter, Berlin / Boston 2014, ISBN 978-3-11-057891-1, S. 336, „Maisbach“ (Auszug in der Google-Buchsuche).
2. ↑  Josef Schmithüsen: Geographische Landesaufnahme: Die naturräumlichen Einheiten auf Blatt 161 Karlsruhe. Bundesanstalt für Landeskunde, Bad Godesberg 1952. → Online-Karte (PDF; 5,1 MB)
3. ↑  Geologie nach den Layern zu Geologische Karte 1:50.000 auf: Mapserver des Landesamtes für Geologie, Rohstoffe und Bergbau (LGRB) (Hinweise)